# 刚林
剛林（—1651年），字公茂，瓜爾佳氏，满洲正黄旗人。清初官员。
世居蘇完（今吉林雙陽河流域），本隶正蓝旗，属郡王阿达礼。擔任笔帖式，精通漢文、滿語，並能翻译。
天聪八年，中举。崇德元年（1636年），授國史院大學士，与范文程、希福等参議政事。依附多爾袞。順治五年，“以赞理机务忠勤懋著”，又进三等阿思哈尼哈番（漢語「男爵」），赐号巴克什（「文通」）。
陳洪範《北使紀略》記載：南明左懋第晉見剛林，要求哭祭、改葬崇禎皇帝，剛林怒答：“我朝已替你們哭過了、祭過了、葬過了，你們哭甚麼？祭甚麼？葬甚麼？先帝活時，賊來不發兵；先帝死後，擁兵不討賊；先帝不受你們江南不忠之臣的祭。”
順治六年（1649年），曾任《太宗实录》总裁。順治八年（1651年）二月，多爾袞被掘墓鞭尸。剛林被誣與大学士祁充格擅改太祖实录，遭斬殺，被抄家。

## 延伸阅读
[在维基数据编辑]
 《清史稿·卷245》，出自趙爾巽《清史稿》